# سیارک ۱۱۰۰۷۴
سیارک ۱۱۰۰۷۴ (به انگلیسی: 110074 Lamchunhei، نامگذاری:2001SP113)۱۱۰۰۷۴مین سیارک کشف شده‌است که در ۲۰ سپتامبر ۲۰۰۱ کشف شد.